# The Penguin Guide to Jazz
The Penguin Guide to Jazz is een muziekgids die in 1992 voor het eerst werd gepubliceerd door Penguin Books in Londen. Het beoogt een uitgebreid overzicht te geven van het hele veld van jazz-cd's.

## Geschiedenis
De  Penguin Guide to Jazz  werd voor het eerst gepubliceerd in 1992 in het Verenigd Koninkrijk door Penguin Books door de Britse muziekjournalisten Richard Cook en Brian Morton. De laatste editie tot dusver (10e editie) verscheen in december 2010. Het naslagwerk geeft een overzicht van alle jazz-cd's, die verkrijgbaar zijn in Europese en Amerikaanse winkels in de staat van uitgave. De cover van de achtste editie van de Penguin Guide to Jazz verscheen met een foto van de drummer Philly Joe Jones door Francis Wolff uit 1959.
Na de eerste editie in 1992 komt er elke twee jaar een nieuwe editie uit. Elke nieuwe editie bevat nieuwe items uit nieuwe en heruitgaven, maar uitverkochte cd's worden regelmatig verwijderd. De achtste editie, gepubliceerd in 2006, bevatte tweeduizend nieuwe inzendingen. Terwijl de zevende editie nog The Penguin Guide of Jazz on CD heette, kreeg de laatste editie door de ontwikkeling van de geluidsdragers de naam The Penguin Guide to Jazz Recordings (ISBN 0-14-102327-9 ).

## Structuur en inhoud
Het deel (6e editie) bevat een inleidend deel, het lexicondeel en een verklarende woordenlijst op X en 1730 pagina's. Het inleidende gedeelte (pp. I–X) bevat korte commentaren op eerdere edities, korte biografieën van de redactie, een inleiding tot jazz op geluidsdragers, een toelichting op het sterrensysteem en criteria als opnamekwaliteit, prijs en speelduur.
In het hoofdgedeelte staan de artiesten in alfabetische volgorde. Elk item begint met een korte biografische inleiding, voordat een gedetailleerde lijst van de beschikbare opnamen begint. Elke cd krijgt een beoordeling van maximaal vier sterren, details over het label en het respectievelijke catalogusnummer, de muzikanten die aan het album hebben bijgedragen, evenals de maand en het jaar van opname. Het album wordt dan in verschillende lengtes in één sectie besproken of meerdere albums van de artiest worden samengevat. De beoordelingen variëren van **** (een geweldige plaat die blijvend plezierig is en niet mag ontbreken in een uitgebreide collectie) tot ** (*) (bevat dingen die belangrijk zijn. Bewonderaars van de artiest zullen ervan genieten, maar een aantal nadelen spreken er tegen) tot aan het kritische oordeel * (een absolute schande, wie er ook verantwoordelijk voor is). In zeer weinig gevallen, wat de auteurs benadrukken, kennen ze een speciaal onderscheidingsteken toe in de vorm van een kroon. Het toont albums waarvoor ze een zeer persoonlijke bewondering tonen, zoals de albums Spiritual Unity door Albert Ayler, The Black Saint and the Sinner Lady door Charles Mingus, The Original American Decca Recordings door Count Basie , Machine Gun door Peter Brötzmann, Dial Recordings door Charlie Parker en natuurlijk Kind of Blue van Miles Davis, en die ze beschouwen als essentiële albums in een jazz-cd-collectie. In de achtste editie (2006) identificeerden de auteurs ook 200 uitstekende albums als basis voor de collectie Core Collection, die de belangrijkste gebieden van de jazz beslaat.
Bootlegs en nummers van twijfelachtige herkomst, evenals limited editions zoals door Mosaic Records, werden niet opgenomen. Ook ontbreken de zogeheten Various Artists-compilaties, die in de eerste editie waren opgenomen.